# Mossad
Mossad (tiếng Hebrew: הַמוֹסָד; tiếng Ả Rập: الموساد, n.đ. 'Cục'), tên đầy đủ là Cục Tình báo và Đặc nhiệm (tiếng Hebrew: המוסד למודיעין ולתפקידים מיוחדים, HaMossad leModiʿin uleTafkidim Meyuḥadim) là cơ quan tình báo của Israel, một trong các tổ chức chính trong Cộng đồng Tình báo Israel cùng với Aman (tình báo quân sự) và Shin Bet (nội an).
Mossad có nhiệm vụ thu thập tình báo, nhiệm vụ bí mật và chống khủng bố và tách riêng với các cơ quan dân chủ của Israel, thường mô tả là một nhà nước ngầm bởi không có luật quy định lý do, mục đích, vai trò, nhiệm vụ, quyền hạn hay ngân sách của Mossad, trong khi hiến pháp Israel thì không được áp dụng. Cục trưởng Mossad trực tiếp lãnh đạo Mossad và chỉ chịu trách nhiệm trước thủ tướng. Ước tính Mossad có ngân sách mười tỷ shekels (2.73 tỷ đô la Mỹ) và 7,000 nhân viên trực tiếp, là cơ quan gián điệp lớn thứ hai trong phương Tây, sau Cơ quan Tình báo Trung ương Hoa Kỳ.

## Tổ chức

### Văn phòng hành chính
Cơ quan lớn nhất của Mossad là Cục thu thập đảm nhiệm nhiều khía cạnh gián điệp hải ngoại, nhân viên Cục thu thập hoạt động dùng nhiều lớp vỏ, bao gồm ngoại giao và không chính thức. Cục Liên lạc và Hoạt động chính trị phụ trách làm việc với các cơ quan tình báo nước ngoài đồng minh và các nước không có quan hệ ngoại giao bình thường với Israel. Ngoài ra còn có Cục Nghiên cứu để cung cấp tình báo và Cục Công nghệ có nhiệm vụ phát triển dụng cụ cho các hoạt động Mossad.

### Lịch sử
Mossad được thành lập ngày 13 tháng 12 năm 1949, lấy tên Cục nghiên cứu Phối hợp trung ương theo đề nghị cho Reuven Shiloah của Thủ tướng David Ben-Gurion, ông muốn có cơ quan trung ương để phối hợp, cải thiện hợp tác giữa các cơ quan an ninh sẵn có, là cục tình báo của quân đội, cơ quan nội an và "cục chính trị" của bộ ngoại giao. Tháng 3 năm 1951, Mossad tái thiết thành một phần phủ thủ tướng báo cáo trực tiếp thủ tướng.

### Châm ngôn
Châm ngôn cũ của Mossad là be-tachbūlōt ta`aseh lekhā milchāmāh (בתחבולות תעשה לך מלחמה), được trích dẫn từ Kinh thánh (Châm ngôn 24:6): "Con phải nhờ sự chỉ dẫn khôn ngoan mà đánh giặc, nhờ có nhiều cố vấn mà chiến thắng" (RVV11), sau đổi thành đoạn Châm ngôn khác: be-'éyn tachbūlōt yippol `ām; ū-teshū`āh be-rov yō'éts (באין תחבולות יפול עם, ותשועה ברוב יועץ, Châm ngôn 11:14), theo RVV11 dịch là: "Không có lãnh đạo, dân tộc sẽ sụp đổ, nhưng nhờ có nhiều cố vấn mà được an toàn."

### Đơn vị chống khủng bố

#### Metsada
Metsada là đơn vị đảm nhiệm tấn công kẻ thù, gồm "các đơn vị chiến binh nhỏ" nhiệm vụ bao gồm "ám sát và phá hoại".

#### Kidon
Kidon là đơn vị thuộc về cơ quan Caesarea (một trong tám cơ quan Mossad), Yaakov Katz mô tả là "nhóm thích khách chuyên nghiệp ưu tú hoạt động trong nhánh Caesarea của tổ chức gián điệp. Không có nhiều tin về đơn vị bí ẩn này, các chi tiết là những bí mật giấu kín nhất trong ngành tình báo Israel." Kidon tuyển chọn "cựu binh lính từ Sayeret là đơn vị đặc nhiệm ưu tú của quân đội" và là một phần chính sách ám sát của Israel, theo Ronen Bergman dùng nhiều hơn bất kỳ nước nào ở phương Tây sau Thế chiến thứ hai, nói rằng Kidon đã làm ít nhất 2,700 nhiệm vụ.

### Đầu tư mạo hiểm
Mossad đã mở vốn mạo hiểm mà đầu tư các nhóm khởi nghiệp công nghệ cao để phát triển công nghệ mạng mới. Tên của các nhóm sẽ không được công bố.

### Nhiệm Vụ Harpoon
Mossad cùng với Shurat HaDin khai mở Nhiệm Vụ Harpoon để "tiêu diệt các mạng lưới tài trợ khủng bố."

## Cục trưởng
- Reuven Shiloah, 1949–53
- Isser Harel, 1953–63
- Meir Amit, 1963–68
- Zvi Zamir, 1968–73
- Yitzhak Hofi, 1973–82
- Nahum Admoni, 1982–89
- Shabtai Shavit, 1989–96
- Danny Yatom, 1996–98
- Efraim Halevy, 1998–2002
- Meir Dagan, 2002–2011
- Tamir Pardo, 2011–2016
- Yossi Cohen, 2016–present

## Nhiệm vụ

### Châu Phi

#### Ai Cập
- Thu thập tình báo để cắt liên lạc giữa Cảng Said và Cairo vào năm 1956
- Gián điệp Mossad Wolfgang Lotz có quốc tịch Tây Đức xâm nhập Ai Cập vào năm 1957 và thu thập tình báo về các cơ sở tên lửa, công trình quân sự và công nghiệp của Ai Cập, cũng lập danh sách nhà khoa học tên lửa Đức làm việc với chính phủ Ai Cập mà gửi bom thư. Sau khi nguyên thủ Đông Đức công du Ai Cập, chính phủ Ai Cập bắt giam 30 công dân Tây Đức làm thiện ý; Lotz cho rằng đã bị bại lộ nên thú nhận các hoạt động gián điệp Chiến tranh Lạnh.
- Sau cuộc chạm trán căng thẳng với Trạm trưởng Cơ quan Tình báo Trung ương Hoa Kỳ ở Tel Aviv John Hadden có cảnh báo Hoa Kỳ sẽ giúp bảo vệ Ai Cập nếu Israel tấn công bất ngờ, Cục trưởng Mossad Meir Amit bay đến Washington, D.C. để gặp Bộ trưởng Bộ Quốc phòng Robert McNamara, sau báo lại nội các Israel rằng Hoa Kỳ cho "đèn xanh bập bùng" tấn công.[13]
- Thu thập tình báo về Không quân Ai Cập cho Chiến dịch Focus, cuộc không kích mở đầu của Chiến tranh Sáu Ngày.
- Chiến dịch Bulmus 6 — hỗ trợ tình báo cho cuộc tấn công chỉ huy Đảo Xanh, Ai Cập trong Chiến tranh Tiêu Hao.
- Nhiệm Vụ Darmocles — cuộc ám sát, hăm dọa các nhà khoa học tên lửa Đức mà Ai Cập thuê để chế tạo tên lửa
  - Một quả bom gởi đến nhà máy tên lửa Heliopolis giết năm công nhân Ai Cập, đồn do Otto Skorzeny thay mặt Mossad.[14]
  - Heinz Krug 49 tuổi là giám đốc công ty cung cấp phần cứng quân sự cho Ai Cập biến mất tháng 9 năm 1962, tin rằng bị Otto Skorzeny ám sát thay mặt Mossad.[10]

#### Maroc
Tháng 9 năm 1956, Mossad thành lập một mạng lưới bí mật ở Maroc để đưa người Do Thái gốc Maroc về Israel sau khi có lệnh cấm di cư đến.
Đầu năm 1991, hai điệp viên Mossad xâm nhập cảng Casablanca và gắn thiết bị theo dõi lên tàu hàng Al-Yarmouk có mang thùng tên lửa Triều Tiên đến Syria để cho Không quân Israel bắn chìm nhưng Thủ tướng Yitzhak Rabin hủy bỏ kế hoạch.

#### Tunisia
Năm 1988 vụ giết Khalil al-Wazir (Abu Jihad) là một nhà sáng lập Fatah.
Năm 1991 nghi giết Salah Khalaf là trưởng tình báo Tổ chức Giải phóng Palestine kiêm chỉ huy thứ hai của Fatah sau Yasser Arafat.
Năm 2016 vụ giết đặc công Hamas Mohammad al-Zawahri cáo buộc ở Tunisia, biết đến trong giới an ninh Israel là "Kỹ sư" và là kỹ sư có quan hệ với Hamas tin rằng đang chế tạo máy bay không người lái cho nhóm. Ông bị bắn ở cự ly gần.

#### Uganda
Đối với Nhiệm vụ Entebbe năm 1976, Mossad cung cấp tình báo về Sân bay Quốc tế Entebbe và phỏng vấn rộng rãi các con tin đã được thả.

#### Cộng hoà Nam Phi
Cuối thập niên 90, sau khi được tin về hai đặc công Iran có mặt ở Johannesburg để mua hệ thống vũ khí tân tiến từ Denel, Mossad phái đặc công đi, sau gặp người liên hệ Do Thái địa phương. Giả danh làm tình báo viên Nam Phi, họ bắt cóc hai người, chở đến nhà kho và đánh đập hăm dọa trước khi buộc cả hai phải rời nước.

#### Sudan
Sau Vụ đánh bom AMIA năm 1994 là lớn nhất trong lịch sử Argentina, Mossad bắt đầu thu thập tình báo cho Bộ đội Đặc chủng Israel đột kích trả thù đại sứ quán Iran ở Khartoum, nhưng hủy vì lo sợ sẽ đáp lại bằng cuộc tấn công người Do Thái toàn cầu khác. Mossad cũng trợ giúp trong Nhiệm vụ Moses, sơ tán người Do Thái gốc Ethiopia từ vùng đói kém của Sudan có quan hệ với Ethiopia năm 1984.

### Châu Mỹ

#### Argentina
Năm 1960, Mossad phát hiện lãnh đạo Quốc Xã Adolf Eichmann đang trốn ở Argentina và phái đi đội năm người do Shimon Aharon, sau giám sát xác nhận ông đã sống dùng tên Ricardo Klement. Ông bị bắt cóc ngày 11 tháng 5 năm 1960 và đưa đến chỗ trú ẩn, bay về Israel và bị hành quyết sau phiên tòa. Argentina phản đối hành vi xem là xâm phạm chủ quyền, Hội đồng Bảo an Liên Hợp Quốc nhận xét rằng "các hành vi lặp lại như vậy sẽ vi phạm các nguyên tắc làm cơ sở cho trật tự quốc tế, tạo môi trường bất an và ngờ vực không hợp với việc duy trì hòa bình", trong khi cũng thừa nhận rằng "Eichmann nên đưa ra xét xử vì những tội ác mà ông bị cáo buộc" và "quyết nghị này không nên giải thích là tán thành các tội tày trời mà Eichmann bị tố." Mossad từ bỏ kế hoạch thứ hai dự tính bắt Josef Mengele.

#### Hoa Kỳ
Trong thập niên 90, Mossad phát hiện có tay chân Hezbollah hoạt động trong Hoa Kỳ, mua vật liệu cần thiết để sản xuất thiết bị nổ tự tạo cùng các vũ khí khác, sau cộng tác với tình báo Hoa Kỳ giám sát tay chân, hy vọng rằng sẽ phản bội thêm các tay sai Hezbollah khác, nhưng cuối cùng thì bị bắt.
Tháng 8 năm 2001 Mossad cảnh báo Cục Điều tra Liên bang và Cơ quan Tình báo Trung ương rằng theo tình báo có đến 200 kẻ khủng bố đã lẻn vào Hoa Kỳ và đang kế hoạch "cuộc tấn công lớn vào Mỹ" và cho Cục Điều tra Liên bang biết đã đánh hơi được dấu hiệu "mục tiêu quy mô lớn" trong nước, dân Mỹ "rất dễ bị tổn thương." Tuy nhiên, "không rõ chính quyền Mỹ có nghĩ lời cảnh báo đáng tin hay không hoặc có đủ chi tiết để các đội chống khủng bố đưa ra phản ứng." Một tháng sau, kẻ khủng bố tấn công Trung tâm Thương mại thế giới cùng Lầu Năm Góc trong cuộc tấn công khủng bố lớn nhất lịch sử.

#### Uruguay
Năm 1965 Mossad ám sát Herberts Cukurs là cộng sự quốc xã Latvia.

### Châu Á

#### Trung và Tây Á
Theo báo cáo xuất bản trên trang mạng chính thức của quân đội Israel tháng 2 năm 2014, các nước Trung Đông hợp tác với Mossad là Các Tiểu vương quốc Ả Rập Thống nhất, Afghanistan, Azerbaijan, Bahrain và Ả Rập Xê Út, cho rằng Bahrain cung cấp Israel tình báo về các tổ chức Iran và Palestine. Báo cáo cũng nói rõ quan hệ hợp tác bí mật ngày càng tăng với Ả Rập Xê Út, rằng Mossad liên lạc trực tiếp với tình báo Xê Út về kế hoạch năng lượng hạt nhân của Iran.

##### Iran
Trước Cách Mạng Hồi giáo, Tổ chức Tình báo và An toàn quốc gia là cảnh sát bí mật thành lập theo chỉ đạo của các tình báo viên Hoa Kỳ và Israel năm 1957. Sau khi quan hệ an ninh giữa hai nước trở nên lạnh nhạt hơn đầu thập niên 60, Mossad ngày càng tích cực trong nước mà "huấn luyện quan chức Tổ chức Tình báo An ninh và thi hành nhiều hoạt động chung với nhau" sau khi đội huấn luyện Cơ quan Tình báo Trung ương Hoa Kỳ rời Iran.
Quan chức tình báo Mỹ nói với tờ The Washington Post rằng Israel dàn xếp cho tướng Iran Ali Reza Askari đào tẩu vào ngày 7 tháng 2 năm 2007, phát ngôn viên Israel từ chối. Tờ The Sunday Times đưa tin Askari đã luôn là điệp viên Mossad từ năm 2003, chỉ rời đi sau khi sắp bị bại lộ.
Bộ trưởng Tình báo Iran Heydar Moslehi tố Mossad lên kế hoạch ám sát, giết hại các nhà vật lý học Iran năm 2010, nhưng báo cáo cho biết thông tin vẫn chưa chứng minh được. Kênh truyền hình nước nhà phát lời thú tội từ Majid Jamali-Fashi là người đàn ông Iran quả quyết đã thăm Israel để được Mossad huấn luyện.
Tờ Le Figaro cho rằng Mossad có thể đứng sau vụ nổ tại căn cứ quân sự Iman Ali của Vệ binh Cách mạng Hồi giáo Iran vào ngày 12 tháng 10 năm 2011, giết 18 người và làm thương 10 người khác, trong số tử vong có tướng Hassan Tehrani Moghaddam là chỉ huy kế hoạch tên lửa của Vệ binh Cách mạng và là nhân vật chủ chốt trong việc xây dựng kế hoạch tên lửa tầm xa của Iran. Căn cứ tin rằng chứa tên lửa tầm xa bao gồm Shahab-3 và cũng có xưởng chứa máy bay, là một trong các căn cứ an toàn nhất Iran.
Mossad bị tố ám sát Masoud Alimohammadi, Ardeshir Hosseinpour, Majid Shahriari, Darioush Rezaeinejad và Mostafa Ahmadi-Roshan, là những nhà khoa học tham gia chương trình hạt nhân Iran, cũng nghi đứng sau vụ ám sát hụt nhà khoa học hạt nhân Fereydoon Abbasi. Meir Dagan, là cục trưởng từ năm 2002 đến 2009, tuy không lấy công cho ám sát nhưng tán dương chúng trong cuộc phỏng vấn với nhà báo, nói rằng "việc loại bỏ đầu óc quan trong" từ dự án hạt nhân Iran đã đạt được "đào tẩu trắng," là các nhà khoa học Iran sợ quá mà yêu cầu chuyển sang các dự án dân dụng.
Đầu tháng 2 năm 2012, Cục trưởng Mossad Tamir Pardo gặp các quan chức an ninh quốc gia Hoa Kỳ ở Washington, D.C. để thăm dò ý kiến về phản ứng Mỹ nếu Israel tấn công Iran mà phớt lờ phản đối của Hoa Kỳ.
Năm 2018, Mossad đột nhập vào kho lưu trữ tài liệu hạt nhân bí mật của Iran ở Tehran và lấy hơn 100.000 tài liệu cùng dữ liệu máy tính về Israel, cho thấy Dự án AMAD nhắm phát triển vũ khí hạt nhân. Israel chia sẻ tin với các đồng minh, bao gồm các nước châu Âu và Hoa Kỳ.

##### Iraq

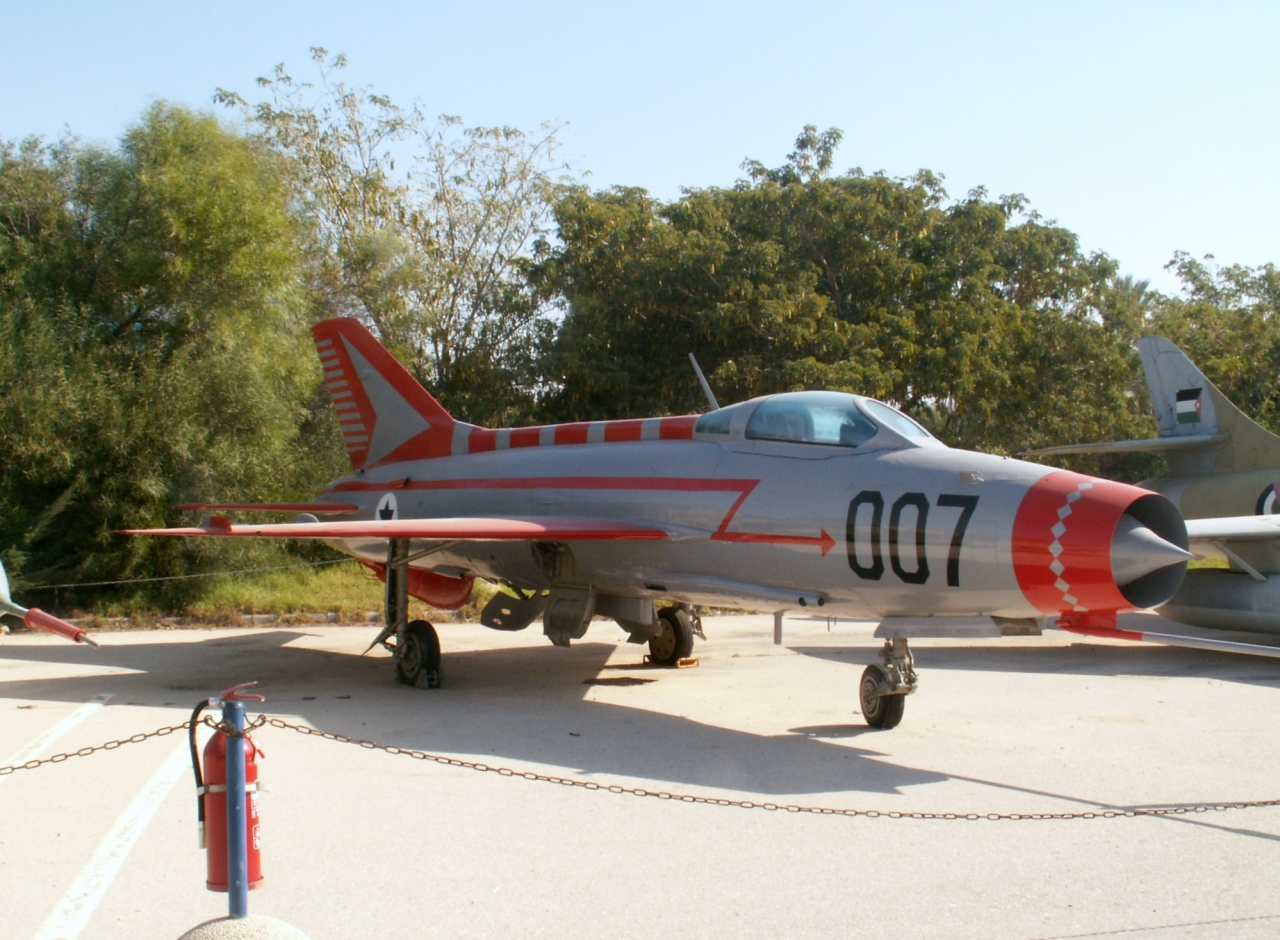
MiG-21 tại Bảo tàng Không quân Israel ở Hatzerim

Mossad giải thoát và hỗ trợ việc đào tẩu của Munir Redfa, là phi công Iraq bay Mig-21 đến Israel năm 1966, là "Nhiệm Vụ Diamond". Toàn bộ gia đình ông cũng được đưa đến Israel từ Iraq. Thông tin trước đấy chưa biết về Mig-21 sau chia sẻ với Hoa Kỳ.
Nhiệm Vụ Sphinx: giữa năm 1978 và 1981, Mossad thu được thông tin bí mật cao về lò hạt nhân Osirak của Iraq bằng cách chiêu dùng nhà khoa học hạt nhân Iraq ở Pháp.
Nhiệm Vụ Bramble Bush II: trong thập niên 90, Mossad bắt đầu trinh sát các địa điểm trong Iraq mà Saddam Hussein có thể bị quân biệt động Sayeret Matkal đưa vào từ Jordan phục kích; sau phải hủy vì Chiến dịch Desert Fox và quá trình hòa bình Israel-A Rập đang tiếp diễn.

##### Jordan
Benjamin Netanyahu cho phép hoạt động chống Khaled Mashal là đại diện Hamas ở Jordan sau vụ bom tự sát ở Jerusalem ngày 30 tháng 7 năm 1997 giết 1 dân Israel. Ngày 25 tháng 9 năm 1997, Mashal bị tiêm độc tố vào tai (tin là chất dẫn xuất của thuốc phiện tổng hợp Fentanyl tên là Levofentanyl). Chính quyền Jordan bắt giam hai điệp viên Mossad giả dạng làm du khách Canada và bẫy thêm sáu người nữa trong đại sứ quán Israel. Để được thả, một bác sĩ Israel phải bay đến Amman và đưa thuốc giải độc cho Mashal. Hậu quả của việc giết hụt dẫn đến Sheik Ahmed Yassin được phóng thích là nhà sáng lập và lãnh đạo tâm linh của phong trào Hamas cùng đống tù nhân Hamas khác. Netanyahu bay đến Amman ngày 29 tháng 9 để đích thân xin lỗi Vua Hussein, nhưng lại được anh trai Hoàng thái tử Hassan đón tiếp.

##### Liban
Năm 1972 gửi bom thư đến Bassam Abu Sharif là thành viên Mặt trận Giải phóng Palestine Nhân dân, thương nghiêm trọng nhưng sống qua.
Năm 1972 giết Ghassan Kanafani là nhà văn Palestine kiêm thành viên Mặt trận Giải phóng bằng bom xe.
Năm 1973 thu thập tình báo cùng hỗ trợ hoạt động trong Nhiệm Vụ Spring of Youth ở Beirut.
Ngày 22 tháng 1 năm 1979 ám sát Ali Hassan Salameh là lãnh đạo Tháng Chín Đen ở Beirut bằng bom xe.
Năm 1992 cung cấp tình báo cho giết hại Abbas al-Musawi ở Beirut là tổng thư ký Hezbollah.
Năm 2002 nghi giết Jihad Ahmed Jibril ở Beirut là lãnh đạo cánh quân sự của Mặt trận Giải phóng.
Năm 2003 nghi giết Ali Hussein Saleh ở Beirut là thành viên Hezbollah.
Năm 2004 nghi giết Ghaleb Awwali ở Beirut là quan chức Hezbollah cao cấp.
Năm 2006 nghi giết Mahmoud al-Majzoub ở Sidon là lãnh đạo Thánh chiến Hồi giáo Palestine.
Mossad nghi thành lập mạng lưới điệp viên lớn ở Liban, chọn từ các cộng đồng Hồi giáo Sunni, Kitô giáo và Druze cùng các quan chức trong chính phủ Lebanon, để gián điệp Hezbollah và các cố vấn Vệ binh Cách mạng Hồi giáo Iran. Vài đồn đã hoạt động từ Chiến tranh Lebanon năm 1982. Năm 2009, Cục An ninh Lebanon, có đơn vị tình báo Hezbollah hỗ trợ và cộng tác với Syria, Iran và có thể Nga, tiến hành đàn áp dẫn đến bắt giam tầm 100 điệp viên tố "làm việc cho Israel". Trước đấy năm 2006, quân đội Lebanon khám phá mạng lưới nghị ám sát và lãnh đạo Lebanon và Palestine thay mặt Mossad.

#### Palestine
Caesarea cố ám sát lãnh đạo Tổ Chức Giải Phóng Palestine Yasser Arafat trong nhiều năm, sau được Bộ trưởng Quốc phòng Ariel Sharon giao cho bộ đội đặc tác phụ trách danh hiệu là "Salt Fish", sau đó đổi tên thành "Nhiệm Vụ Goldfish," thành lập để ám sát Arafat, Ronan Bergman đề nghị dùng ngộ độc phóng xạ để giết.

##### Syria
Điệp viên Eli Cohen xâm nhập cấp chính phủ cao nhất của Syria, là bạn thân của Tổng thống và được cân nhắc cho chức vụ Bộ trưởng Quốc phòng. Ông đưa cộng sự kế hoạch toàn chỉnh của quốc phòng Syria tại Cao nguyên Golan, trình tự tác chiến của Quân đội Syria cùng danh sách vũ khí quân đội, cũng lệnh trồng cây tại mọi điểm củng cố lấy cớ che bóng mát cho binh lính, nhưng thật ra là dấu hiệu chỉ điểm cho Quân Quốc phòng Israel. Ông bị tình báo Syria và Liên Xô phát hiện, xét xử bí mật và hành quyết công khai năm 1965. Thông tin của ông có vai trò quan trọng trong Chiến tranh Sáu Ngày.
Ngày 1 tháng 4 năm 1978, 12 quan chức bí nhiệm, quân đội Syria bị giết bằng thiết bị nghe lén Israel bẫy đặt trên đường điện thoại chính giữa Damascus và Jordan.
Cái chết của Tướng Anatoly Kuntsevich, từ cuối thập niên 90 bị nghi giúp Syria sản xuất khí thần kinh VX được trả số tiền lớn từ chính phủ Syria: ngày 3 tháng 4 năm 2002, Kuntsevich chết một cách bí hiểm trên chuyến bay, có cáo buộc rằng trách nhiệm thuộc về Mossad.
Tháng 9 năm 2004 nghi giết Izz El-Deen Sheikh Khalil bằng bẫy xe hơi ở Damascus, là thành viên cao cấp của cánh quân sự Hamas.
Việc phát giác lò hạt nhân đang xây dựng ở Syria nhờ giám sát quan chức Syria làm việc theo quyền Muhammad Suleiman do Mossad đảm nhiệm, kết quả là bị Không quân Israel phá hủy tháng 9 năm 2007 (xem Nhiệm Vụ Orchard).
Năm 2008 nghi giết Muhammad Suleiman trên bãi biển ở Tartus và bị kẻ bắn tỉa trên thuyền bắn chết, là chủ nhiệm kế hoạch hạt nhân Syria.
Ngày 25 tháng 7 năm 2007, kho chứa vũ khí hóa học al-Safir nổ, giết 15 nhân viên Syria cùng 10 kỹ sư Iran, các nhà điều tra Syria đỗ lỗi phá hoại từ Israel.
Năm 2008 nghi giết Imad Mughniyah bằng cái tựa đầu nổ tung ở Damascus, là lãnh đạo Hezbollah cao cấp đồng mưu vụ đánh bom đại sứ quán Hoa Kỳ năm 1983.
Đầu tháng 8 năm 2010 thi thể phân hủy của Yuri Ivanov tìm thấy trên bãi biển Thổ Nhĩ Kỳ, là Phó Cục trưởng Tổng cục Tình báo Nga, có cáo buộc rằng do Mossad chủ mưu. Ông biến mất trong khi ở gần Latakia, Syria.
Mossad bị tố đứng sau vụ ám sát Aziz Asbar bằng bom xe ở Masyaf ngày 5 tháng 8 năm 2018, nhà khoa học Syria cao cấp đảm nhiệm phát triển kế hoạch tên lửa tầm xa cùng vũ khí hóa học.

##### Các Tiểu vương quốc Ả Rập Thống nhất
Mossad bị nghi giết Mahmoud al-Mabhouh tháng 1 năm 2010 ở Dubai, là chỉ huy quân sự Hamas cao cấp. Nhóm thi hành ước tính có ít nhất 26 người di chuyển bằng hộ chiếu giả, theo camera quan sát cùng các bằng chứng khác. Nhóm người vào phòng khách sạn của al-Mabhouh, ông bị giật điện và tra khảo. Cửa phòng báo là khóa từ bên trong. Tuy cảnh sát UAE cùng Hamas tuyên bố Israel chịu trách nhiệm cho vụ giết người, nhưng không hề có bằng chứng trực tiếp liên kết Mossad với tội. Hộ chiếu giả của các điệp viên gồm sáu của Anh, sao chép từ bản thật của dân Anh tại Israel, bị Dubai nghi, năm của Ireland, làm giả theo bản thật của những người đang sống, có hộ chiếu của Úc dẫn đến lo sợ về trả thù nạn nhân trộm cắp danh tính, một hộ chiếu Đức thật và một hộ chiếu Pháp giải. Cảnh sát UAE nói họ có dấu vân tay cùng bằng chứng DNA của vài kẻ tấn công, với quét võng mạc của 11 nghi phạm quay lại ở sân bay Dubai. Trưởng cảnh sát Dubai nói "tôi hoàn toàn chắc chắn là Mossad," thêm rằng "tôi đã trình công tố viên Dubai yêu cầu bắt giam (Thủ tướng Israel Benjamin) Netanyahu cùng cục trưởng Mossad," cho vụ giết người.

#### Nam và Đông Á

##### Ấn Độ
Một bài của Rediff năm 2003 tiết lộ Mossad có quan hệ bí mật với Cục Nghiên cứu và Phân tích là cơ quan tình báo nước ngoài của Ấn Độ. Khi Rameshwar Nath Kao thành lập tháng 9 năm 1968, Thủ Tướng đương thời Indira Gandhi khuyên nên vun trồng quan hệ với Mossad, có thể là đối sách với quan hệ quân sự giữa Pakistan và Trung Quốc, cùng với Triều Tiên. Israel cũng lo ngại quân quan Pakistan đang huấn luyện người Iran và Libya và chuyển giao vũ khí Trung Quốc, Triều Tiên.
Pakistan tin rằng mối quan hệ tình báo giữa Ấn Độ và Israel nguy hại an ninh quốc gia. Khi du khách Israel trẻ bắt đầu thăm thung lũng Kashmir đầu thập niên 90 thì nghi là quân quan Israel cải trang đến để giúp lực lượng an ninh Ấn Độ bằng các nhiệm vụ chống khủng bố. Du khách Israel bị tấn công, một bị giết, một bắt cóc; sau áp lực từ công đồng di cư Hồi giáo Kashmir ở Hoa Kỳ dẫn đến được thả, sợ các cuộc tấn công có thể cô lập cộng đồng Do Thái Mỹ mà khiến họ vận động chính phủ Hoa Kỳ chống các nhóm phân ly Kashmir.
Năm 1996, cựu viên chức Nghiên cứu Phân tích R.K. Yadav tố Anand Kumar Verma là cục trưởng giữa 1987 và 1990 về tài sản không cân xứng ở Tòa án cao đẳng Delhi, liệt kê tám tài sản cho rằng Verma mua phi pháp bằng kinh phí không kiểm kê của cơ quan tình báo cho các nhiệm vụ bí mật. Tuy yêu cầu điều tra Cục Điều tra trung ương vào tài sản Verma bị từ chối, Yadav lấy được thêm thông tin theo Luật quyền lợi thông tin vào năm 2005 và thưa vụ kiện khác năm 2009. Năm 2013, Cục Điều tra trung ương tiến hành thẩm tra tài sản của Verma. Việc tố tụng tiết lộ tên của hai công ty do cơ quan tình báo lập năm 1988: Piyush Investments and Hector Leasing và Finance Company Ltd, đều do hai viên chức tình báo cao cấp V. Balachandran và B. Raman lãnh đạo. Balachandran and Raman nghỉ hưu năm 1994 và 1995. Hai công ty niêm yết là sở kinh doanh về nhiều loại khoáng sản, xe cộ, vải, kim loại và phụ tùng, cũng cho rằng sản xuất phim. Công ty mua hai căn nhà ở Gauri Sadan, một tòa dân cư trên Đường Hailey, New Delhi tháng 3 năm 1989 giá ₹23 lakh.
Tờ India Today báo hai căn nhà đều là nhà an toàn tình báo dùng làm tiền tuyến hoạt động cho các điệp viên Mossad, nơi trạm trưởng Mossad ở giữa năm 1989 và 1992. Có báo rằng Cục Nghiên cứu và Phân tích quyết định có quan hệ chặt chẽ hơn với Mossad, các nhiệm vụ bí mật sau Thủ tướng đương thời Rajiv Gandhi đều phê chuẩn. India Today dẫn "nội mạc Nghiên Phân" nói rằng các đặc công tình báo giấu đặc công Mossad có hộ chiếu A Căn Đình và trao đổi tình báo, chuyên môn về nhiệm vụ, bao gồm thương lượng thả du khách Israel tháng 6 năm 1991 bị các phần tử hiếu chiến của Mặt trận Giải phóng Jammu và Kashmir. Khi hỏi về vụ Verma thì từ chối nói về hai công ty, nhưng cho rằng quan hệ với chúng chỉ có tính chuyên nghiệp mà thôi. Raman nói "đôi khi, các cơ quan gián điệp lập công ty vì lý do nhiệm vụ. Tôi chỉ có thể nói rằng mọi thứ đều có chính phủ phê duyệt, thủ tướng đương thời [Rajiv Gandhi] cùng thư ký nội các phê chuẩn các giấy tờ." Theo Balachandran "đúng là có làm số lượng nhiệm vụ lớn, nhưng ở mọi giai đoạn đều báo cho Ban thư ký Nội các và thủ tướng."
Tháng 11 năm 2015, tờ The Times of India báo các đặc công Mossad và MỊ đang bảo vệ Thủ Tướng Narendra Modi trong chuyến công du đến Thổ Nhĩ Kỳ, trước đấy thăm Anh và có hẹn tham dự Hội đỉnh G-20 năm 2015 ở Antalya, Thổ Nhĩ Kỳ. Tờ báo cho rằng đặc công triệu tập để cung cấp bảo vệ thêm cho chi tiết an ninh của Modi, gồm Nhóm Đặc bảo Ấn Độ cùng mật thám từ Cục Nghiên cứu và Phân tích và Cục Tình báo sau vụ tấn công Paris tháng 11 năm 2015.

##### Triều Tiên
Mossad có thể đã có chân trong thảm họa Ryongchon năm 2004, vài nhà khoa học Syria làm việc cho kế hoạch vũ khí hạt nhân Iran, Syria bị giết và đoàn tàu chở vật liệu phân hạch bị phá hủy.

##### Pakistan
Trong bài báo tháng 9 năm 2003, Rediff News đưa tin rằng Tướng quân Pervez Musharaf trước là Tổng thống Pakistan quyết định thành lập quan hệ bí mật giữa cơ quan tình báo ISI và Mossad bằng các viên chức của hai cục ở hai đại sứ quán tại Washington, D.C.

### Châu Âu

#### Áo
Năm 1954, sau khi Mossad nhận tình báo sĩ quan Israel có được công nghệ quân sự mật đã tiếp cận viên chức Ai Cập ở châu Âu, định bán tài liệu và bí mật quân sự, một nhóm đặc công Mossad và Shin Bet nhanh chóng cử đi để tìm và bắt cóc ông, sau phát hiện ở Vienna. Nhiệm vụ có mật danh Nhiệm Vụ Bren: đặc công nữ dụ được ông đến cuộc họp bằng chiêu trò ái tình, sau bị bắt cóc, an thần và bay về Israel trên máy bay quân sự Israel. Tuy nhiên, phi cơ phải hạ cánh nạp nhiên liệu, mỗi lẫn ông được tiêm thêm liều an thần mà dẫn đến quá liều tử vong. Khi đến Israel, ông được chôn cất ở biển sau khi phát hiện đã chết, và vụ việc được giữ mật trong nhiều thập niên sau.
Mossad thu thập thông tin về chính khách Áo Jörg Haider bằng một gián điệp.

#### Bỉ
Mossad bị tố giữ trách nhiệm giết hại kỹ sư kiêm chuyên gia đạn đạo Canada Gerald Bull ngày 22 tháng 3 năm 1990, bị bắn nhiều lần vào đầu ngoài chung cư ở Brussels, cùng lúc ông làm việc cho Iraq về Dự án siêu súng Babylon. Người khác như con trai tin rằng Mossad đang lấy công cho hành vi không làm để dọa bất kỳ ai cố giúp chính quyền kẻ thù; có giả thuyết khác là Bull bị Cục Tình báo trung ương giết. Iraq và Iran cũng thuộc dạng tình nghi.

#### Bosnia và Herzegovina
Hỗ trợ di tản trên không, đất liền dân Do Thái Bosnia từ Sarajevo chiến loạn đến Israel năm 1992 và 1993.

#### Cyprus
Năm 1973 vụ giết hại Hussein Al Bashir ở Nicosia, Cyprus vì dính líu với vụ thảm sát Munich.

#### Pháp
Mossad bị tố trợ giúp cơ quan nội an Ma Rốc trong vụ mất tích chính khách phản đối Mehdi Ben Barka năm 1965.
Kế hoạch Cherbourg — Nhiệm Vụ Noa: đưa lén năm tàu tên lửa hạng Sa'ar 3 ra khỏi Cherboug.
Năm 1972 vụ giết hại Tiến sĩ Mahmoud Hamshari bằng điện thoại bom ở chung cư Paris, là phối hợp viên của vụ thảm sát Munich.
Năm 1973 vụ giết hại Tiến sĩ Basil Al-Kubaissi ở Paris có chân trong vụ thảm sát Munich.
Năm 1973 vụ giết hại Mohammad Boudia ở Paris, là thành viên Mặt Trận Giải Phóng Palestine Nhân Dân.
Ngày 5 tháng 4 năm 1979, đặc công Mossad tin là đã kích hoạt vụ nổ phá hủy 60% số thành phần đang chế tạo ở Toulouse cho lò hạt nhân Iraq. Tuy tổ chức môi trường Groupe des écologistes français chưa từng biết đến nhận trách nhiệm, nhưng các quan chức Pháp bác bỏ; năm 1981 lò hạt nhân bị không kích Israel tiêu hủy.
Năm 1979 vụ giết cáo buộc Zuheir Mohsen là thành viên thân Syria của Tổ Chức Giải Phóng Palestine.
Năm 1980 vụ giết hại Yehia El-Mashad là chủ nhiệm kế hoạch vũ khí hạt nhân Iraq.
Việc giết cáo buộc Atef Bseiso ở Paris năm 1992, là tình báo viên cao cấp của Tổ Chức Giải Phóng Palestine. Cảnh sát Pháp tin đội thích khách theo Atef Bseiso từ Berlin, nơi kết nối với đội khác để áp lại gần trước khách sạn Left Bank mà bắn ba phát vào đầu ở tầm gần.

#### Đức
Lekem-Mossad thi hành Nhiệm Vụ Plumbat (1968) để xúc tiến kế hoạch hạt nhân Israel. Tàu chở hàng Đức "Scheersberg A" biến mất trên đường từ Antwerp đến Genoa cùng với 200 tấn bánh ngọt vàng, sau khi đồn chuyển sang tàu Israel.
Việc gửi bom thư trong Nhiệm Vụ Thiên Phẫn, không gây tử vong trong vài trường hợp; mục đích có lẽ không phải là giết người nhận. Bom thư gởi đến tội phạm chiến tranh quốc xã trốn tránh Alois Brunner nổ banh bốn ngón tay phải năm 1980.
Việc giết cáo buộc Tiến sĩ Wadie Haddad bằng sô-cô-la tẩm độc, chết ngày 28 tháng 3 năm 1978 ở Đông Đức, giả định bởi bệnh bạch cầu. Theo cuốn sách Striking Back do Aharon Klein xuất bản năm 2006, Haddad bị Mossad ám sát bằng cách gởi sô-cô-la Bỉ có tẩm chất độc không thể phát hiện và tác dụng chậm, khiến ông chết vài tháng sau. "Mất một vài tháng mới chết", Klein viết trong sách.
Mossad phát hiện Hezbollah đã chiêu mộ một dân Đức tên Steven Smyrek và ông đang đi đến Israel. Trong nhiệm vụ do Mossad, Cục Tình Báo Trung Ương, Cục Bảo Hiến Liên Bang Đức cùng Shin Bet tiến hành, Smyrek bị giám sát liên tục và bắt giam ngay khi đáp cánh ở Israel.

#### Hy Lạp
Việc giết hại Zaiad Muchasi bằng vụ nổ trong phòng khách sạn Athens năm 1973, là đại diện Fatah với Cyprus.

#### Ireland
Vụ ám sát Mahmoud Al-Mabhouh ở Dublin năm 2010 nghi do Mossad làm, là chỉ huy quân sự Hamas cao cấp. Đại sứ quán Israel ở Dublin thu được tám hộ chiếu Ireland giả (sáu có dùng) cho các đặc công Israel sử dụng trong nhiệm vụ. Chính phủ Ireland, phẫn nộ vì hộ chiếu Ireland bị dùng, triệu tập đại sứ Israel đòi lời giải thích và trục xuất nhà ngoại giao Israel chịu trách nhiệm từ Dublin sau cuộc điều tra. Một trong các hộ chiếu có địa chỉ trên Đường Pembroke, Ballsbridge, cũng là đường của đại sứ quán Israel. Tòa nhà trống vắng khi khám xét, nhưng chính quyền Ireland nghi Mossad đã dùng làm nhà an toàn trong quá khứ. Có báo Mossad đã lập quan hệ làm việc với Cục Tình Báo Quân Sự là cơ quan tình báo của quân đội Ireland và đã thông báo chính quyền về vận chuyển vũ khí từ Trung Đông đến Ireland vào tay các phần tử cộng hòa dị kỷ, dẫn tới bị bắt chặn và bắt giam.

#### Ý
Việc giết hại Wael Zwaiter, nghi là thành viên Tháng Chín Đen.
Năm 1986, Mossad dùng đặc công bí mật để lùa Mordechai Vanunu bằng phương thức ái dục từ Anh xuống Ý mà bắt cóc, giải về Israel, sau bị xét xử và định tội phản quốc vì vai trò trong việc tiết lộ kế hoạch hạt nhân của Israel.

#### Malta
Việc giết hại Fathi Shiqaqi bằng nhiều phát đạn vào đầu trước Khách Sạn Diplomat ở Sliema, Malta năm 1995, là lãnh đạo Thánh Chiến Hồi Giáo Palestine.

#### Na Uy
Ngày 21 tháng 7 năm 1973, Ahmed Bouchiki bị đặc công Mossad giết, là bồi bàn Ma Rốc ở Lillehammer, nhầm là Ali Hassan Salameh, một trong các lãnh đạo Tháng Chín Đen là tổ chức Palestine chịu trách nhiệm vụ thảm sát Munich được trú ẩn ở Na Uy. Đặc công Mossad dùng hộ chiếu Canada giả và làm tức giận chính phủ Canada, sáu bị bắt giam, sau sự kiện biết đến là tai tiếng Lillehammer. Israel bồi thường gia đình của Bouchiki.

#### Serbia
Israel cung cấp dân Serb vũ khí trong Chiến Tranh Bosnia, có thể vì khuynh hướng thân Serbia của chính phủ đương thời hoặc để cộng đồng Do Thái Sarajevo được di cư đến Israel. Mossad nghi chịu trách nhiệm cấp vũ khí cho các nhóm Serbia.

#### Thụy Sĩ
Theo tài liệu bí mật của Cục Tình Báo Trung Ương và Bộ Ngoại Giao Mỹ mà sinh viên Iran phát hiện sau khi chiếm Đại Sứ Quán Mỹ ở Tehran ngày 4 tháng 11 năm 1979:
Ở Thụy Sĩ Israel có Đại Sứ Quán ở Bern cùng Tổng Lĩnh Sự Quán ở Zürich, làm vỏ bọc cho các viên quan Cục Thu Thập có chân trong các nhiệm vụ đơn phương, cũng giữ mối quan hệ chặt chẽ với Thụy Sĩ tại cấp địa phương về các việc công khai như an toàn thân thể cho viên quan với các tổ chức buôn bán Israel trong nước và bảo vệ các chức viên, người Israel viếng thăm. Có hợp tác chặt giữa Israel và Thụy Sĩ về các vấn đề khoa học, kỹ thuật quan hệ đến các nhiệm vụ tình báo và an ninh; viên quan Thụy Sĩ đã làm nhiều chuyến đến Israel, và có dòng người Israel đến và qua Thụy Sĩ liên tục. Tuy nhiên thường do quản lý viên địa khu Liên Lạc và Chính Hành ở Đại Sứ Quán tại Paris sắp xếp trực tiếp cùng Thụy Sĩ, thay vì viên quan ở Đại Sứ Quán Israel tại Bern, tuy vẫn được thông tri.

Tháng 2 năm 1998, năm đặc công Mossad bị bắt nghe lén nhà của Hezbollah ở ngoại ô Bern, bốn được thả, nhưng người thứ năm bị định tội, kết án một năm tù giam và sau khi ra khỏi tù bị cấm vào Thụy Sĩ trong năm năm.

#### Liên Xô/Nga
Mossad có chân trong việc liên lạc nhóm refuseniks ở Liên Xô trong thời kỳ đàn áp dân Do Thái Nga giữa thập niên 50 và 80, giúp thành lập quan hệ trong Liên Xô và hỗ trợ mua các đồ vật tôn giáo Do Thái bị chính phủ Liên Xô cấm, ngoài việc đưa thông tin ra vào Liên Xô. Nhiều học trò Do Thái từ các nước phương Tây đi đến Liên Xô trong kết hoạch thành lập, duy trì liên lạc với nhóm refuseniks.

#### Ukraine
Tháng 2 năm 2011, kỹ sư Palestine Dirar Abu Seesi nghi bị đặc công Mossad bắt cóc trên chuyến tàu từ Kharkiv đến thủ đô Kiev. Ông dự định xin quốc tịch Ukraine, sau tái xuất trong nhà tù Israel chỉ ba tuần sau sự kiện.

### Châu Đại Dương

#### New Zealand
Tháng 7 năm 2004, New Zealand chế tài ngoại giao Israel vì tai tiếng là hai người Israel ở Australia Uriel Kelman và Eli Cara, nghi làm việc cho Mossa, cố thu thập một cách phi pháp hộ chiếu New Zealand bằng cách giả danh một người khuyết tật nặng. Bộ Trưởng Ngoại Giao Israel Silvan Shalom sau xin lỗi New Zealand vì hành vi họ. New Zealand hủy vài hộ chiếu khác nghi đặc công Israel giữ. Kelman lẫn Cara phục hình nửa bản án sáu tháng, khi được thả thì bị trục xuất về Israel. Người Israel Ze'ev Barkan và New Zealand David Reznick tin là dính líu với tai tiếng hộ chiếu nhưng rời nước được trước khi bị bắt giam.

## Trong hư cấu
Phim (bao gồm phim truyền hình)
- Phim Sword of Gideon (1986) và Munich (2005) có đặc công Mossad trả thù Tháng Chín Đen sau vụ thảm sát Munich.
- The Impossible Spy (1987) là phim truyền hình về điệp viên hàng đầu Eli Cohen.
- Trong phim Swordfish (2001), nhân vật chính Gabriel Shear (John Travolta thủ vai) tin là đặc công Mossad.
- The Red Sea Driving Resort (2019) lấy cảm hứng từ sự kiện của Nhiệm Vụ Moses và Nhiệm Vụ Joshua (gọi chung là Nhiệm Vụ Brothers) bí mật di chuyển dân Do Thái Ethiopia từ trại tị nạn ở Sudan đến Israel.
- Phim The House on Garibaldi Street (1979) và Operation Finale (2018) về việc dẫn xuất tội phạm chiến tranh Quốc Xã Adolf Eichmann từ Á Căn Đình do Mossad chỉ đạo.

Văn học
(Theo thứ tự bảng chữ cái theo họ tác giả)
- Trong tiểu thuyết Honour Among Thieves (1993) của Jeffrey Archer, nhân vật chính nữ là đặc công Mossad.
- Trong quyển thứ tư của bộ sách Gray Man Dead Eye của Mark Greaney, Mossad hợp tác với Cục Tình Báo Trung Ương để bắt Courtland Gentry, đặc công bí nhiệm lưu manh nguy hiểm, đáng sợ nhất.
- Bộ sách điệp viên bán chạy của Daniel Silva xoay quanh Gabriel Allon là đặc công, thích khác Mossad hư cấu. Từ "Mossad" không thấy dùng trong tiểu thuyết, nhưng nhân vật chính mô tả là làm việc cho cơ quan tình báo của Israel (nhân vật gọi là "Cục").
- Trong tiểu thuyết Exodus (1958) của Leon Uris, nhân vật chính Ari Ben Canaan là đặc công Mossad.
- Tiểu thuyết The Little Drummer Girl (1983) của John Le Carre mô tả nhiệm vụ Mossad hư cấu chống khủng bố Palestine.

Truyền hình
(Theo thứ tự bảng chữ cái)
- Trong bộ truyền hình nhiều tập The Blacklist (2013-hiện tại), đặc công Mossad Samar Navabi (Mozhan Marnò thủ vai) là một nhân vật phụ
- Trong bộ truyền hình nhiều tập Covert Affairs (2010-2015), đặc công Mossad Eyal Lavin là nhân vật lặp lại.
- Từ tập "Kill Ari (Phần 1)" của mùa ba NCIS (2005), Mossad có vai trò chủ chốt, gồm một trong các nhân vật chính, Đặc Công Ziva David là cựu Đặc Công Mossad, ban đầu giữ chức vụ liên lạc với NCIS đến cuối mùa 7, khi trở thành đặc công NCIS toàn thời. Cha tên Eli David là Cục trưởng Mossad cho đến tập "Shabbat Shalom" mùa 10 khi bị giết. Nhiều nhân vật khác cũng từ Mossad, bao gồm Michael Rivkin và Ari Haswari. Vài tập diễn ra ở Israel.
- The Spy (2019) là tập phim ngắn truyền hình mạng về cuộc sống của điệp viên Mossad hàng đầu Eli Cohen.

## Đường dẫn ngoài
- Website chính thức
- Website chính thức (Tiếng Hebrew)
- Website chính thức (Tiếng A Rập)
- GlobalSecurity.org entry for Mossad
- Libertad website